# Diecéze kyjevsko-žytomyrská
Diecéze kyjevsko-žytomyrská (latinsky Dioecesis Kioviensis-Zytomeriensis, ukrajinsky Києво-Житомирська дієцезія Римсько-Католицької Церкви в Україні) je římskokatolická diecéze na území Ukrajiny se sídlem v Žytomyru a katedrálou sv. Petra a Pavla; konkatedrála sv. Alexandra se zachází v Kyjevě. Je sufragánní vůči lvovaké arcidiecézi. Zahrnuje teritorium následujících ukrajinských oblastí: Čerkaská oblast, Černihivská oblast, Kyjevská oblast a Žytomyrská oblast.

## Stručná historie
Latinští misionáři se v oblasti pohybovali již od 10. století, v důsledku přítomnosti Poláků v oblasti papež jmenoval dominikána Jindřicha biskupem v Kyjevě, a v Kyjevě se záhy ustálila latinská diecéze, sufragánní ke lvovské metropoli. Po kozáckém povstání v roce 1648 bylo hodně katolických kostelů a budov zničeno, a biskup se z Kyjeva přestěhoval do Žytomyru. Po prvním dělení Polska v roce 1773 byla rozdělena i diecéze, a papež Pius VI. v roce 1798 reorganizoval latinskou diecézní strukturu v této oblasti. Oblast Kyjeva, v ruském záboru, byla připojena pod jurisdikci arcidiecéze mohylevské, diecéze žytomyrská byla sloučena aeque et principaliter s diecézí Luck, a obě byly podřízeny Mohylevu. Obě diecéze byly fakticky rozděleny po první světové válce (Luck byl v Polsku, Žytomyr na Ukrajině), a žytomyrská diecéze nebyla obsazována až do roku 1991. V roce 1991 papež Jan Pavel II. obnovil organizaci latinské církve na Ukrajině, a vznikla diecéze žytomyrská; současný název dostala v roce 1998.